# Goudsche Zwemclub Donk
Il Goudsche Zwemclub Donk è un club che si occupa di sport acquatici con sede nel comune di Gouda (Paesi Bassi), noto principalmente per la sezione pallanuotistica femminile e maschile.

## Storia
Il club è frutto della fusione di due società diverse: il Goudsche Zwemclub e il Zwem- en poloclub Donk. Il Goudsche Zwemclub è uno dei più antichi club di nuoto dei Paesi Bassi (fondata nel 1886) nonché uno dei fondatori della KNZB, la federazione nazionale. Il ZPC Donk fu invece fondato nel 1945. Nel 1996 la formazione femminile ha disputato al finale di Coppa Campioni.
Dopo anni trascorsi come club rivali, le due società iniziano colloqui per discutere di una possibile fusione che riguardasse solo le rispettive sezioni pallanuotistiche femminili per la stagione 2001-02, accordo che fu ufficialmente siglato il 19 giugno 2001. La fusione si estese anche ad altre sezioni la stagione successiva, fino all'ufficializzazione della fusione definitiva tra i due club avvenuta il 1º luglio 2003. Le ragioni di questa fusione non sono da ricercarsi, tuttavia, nell'ambito economico, in quanto entrambe le società erano in piena salute, bensì nell'obiettivo di acquisire maggior peso politico e di unire le forze in ambito sportivo per raggiungere importanti traguardi che comunque già in passato non erano certo mancati. 

## Rosa Maschile 2015-2016
| N° |                        | Ruolo | Giocatore                     |
| -- | ---------------------- | ----- | ----------------------------- |
|    | Paesi Bassi (bandiera) |       | Boyd Brandsen                 |
|    | Paesi Bassi (bandiera) |       | Rick Meijer                   |
|    | Paesi Bassi (bandiera) |       | Nigel Kombrink                |
|    | Paesi Bassi (bandiera) |       | Kjeld Veenhuis                |
|    | Paesi Bassi (bandiera) |       | Mark Siewers                  |
|    | Paesi Bassi (bandiera) |       | Bram van Rossum               |
|    | Paesi Bassi (bandiera) |       | Max van Genabeek              |
|    | Paesi Bassi (bandiera) |       | Fabian Jacco Pete van Niekerk |
|    | Paesi Bassi (bandiera) |       | Casper Johannes Brits         |
|    | Paesi Bassi (bandiera) |       | Luca Groenendijk              |

| N° |                        | Ruolo | Giocatore                  |
| -- | ---------------------- | ----- | -------------------------- |
|    | Paesi Bassi (bandiera) |       | Cas Willem Westerwoudt     |
|    | Paesi Bassi (bandiera) |       | Marc Nolting               |
|    | Paesi Bassi (bandiera) |       | Stan van den Heuvel        |
|    | Paesi Bassi (bandiera) |       | Mick Erik Jam van den Bree |
|    | Paesi Bassi (bandiera) |       | Ingmar Veenhuis            |
|    | Paesi Bassi (bandiera) |       | Quint van den Heuvel       |
|    | Paesi Bassi (bandiera) |       | Cas Westerwoudt            |
|    | Paesi Bassi (bandiera) |       | Tim Reuten                 |

## Palmarès

### Settore maschile
- Campionato olandese: 8

1923, 1954, 1957, 2008, 2009, 2010, 2021, 2023
- KNZB Beker: 4

2008, 2009, 2010, 2015
- Supercoppa dei Paesi Bassi: 1

2021

### Settore femminile
- Campionato olandese: 12

1985, 1987, 1988, 1990, 1992, 1998, 1999, 2005, 2011, 2015, 2019, 2025
- KNZB Beker: 11

1988, 1989, 1990, 1991, 1992, 1994, 1998, 2000, 2001, 2005, 2011
- LEN Euro League Women: 3

1988, 1989, 1991
- Supercoppa dei Paesi Bassi: 1

2019